# Stembiljet
Een stembiljet, stemformulier of kiesbrief is (meestal) een papieren formulier waarop de kiezer zijn of haar stem registreert. Stembiljetten variëren qua vorm. Het kan een klein papiertje zijn waarop de kiezer de naam van de verkiezingskandidaat noteert, wat wel minder anonimiteit garandeert. Afhankelijk van het kiessysteem, kan het stembiljet bestaan uit een of meer lijsten.

## Kiesstelsels
Het type stembiljet dat gebruikt wordt, hangt af van het kiessysteem van het land. In Nederland en België gebruiken kiezers een stembiljet waarmee ze één kandidaat kunnen kiezen. Dit wordt een 'open lijst' genoemd, omdat kiezers vrij zijn om een voorkeurstem voor een specifieke kandidaat binnen een partij aan te geven. Daarnaast is het in België ook mogelijk om op een partij in zijn geheel te stemmen, zonder een specifieke kandidaat te selecteren. Wanneer dit de enige mogelijkheid is, wordt dat een gesloten lijst genoemd. Daarnaast bestaan er stembiljetten met een voorkeursrangorde, waarbij kiezers kandidaten in volgorde van voorkeur rangschikken, zoals in systemen die gebruikmaken van een enkelvoudige overdraagbare stem.

Verschillende kiessystemen leiden tot verschillende stembiljetten.
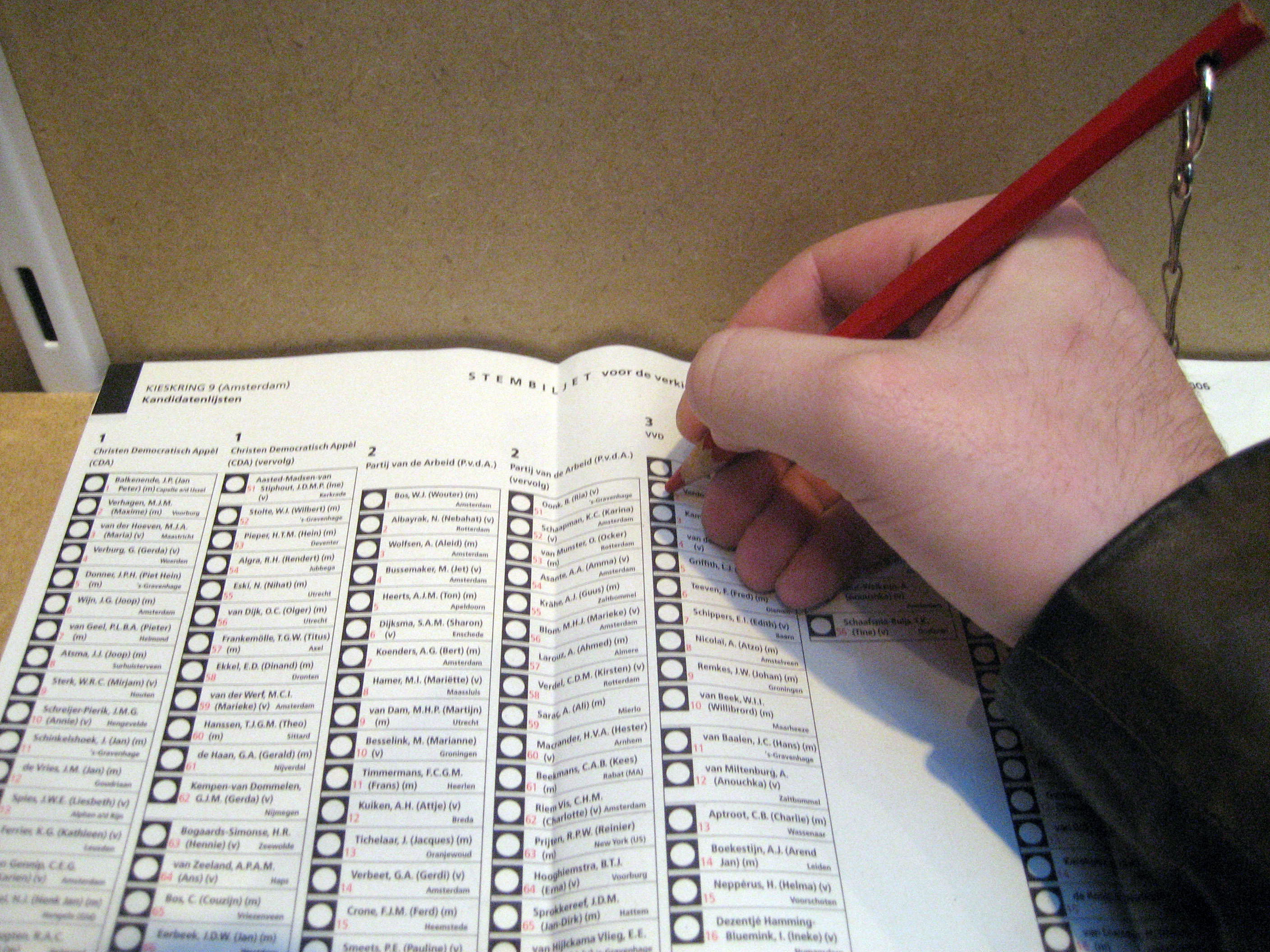
Nederland verkiest in één nationaal kiesdistrict 150 zetels via open lijsten zonder partijstem. Het stembiljet geeft keuze uit ongeveer 1500 verschillende voorkeurstemmen.
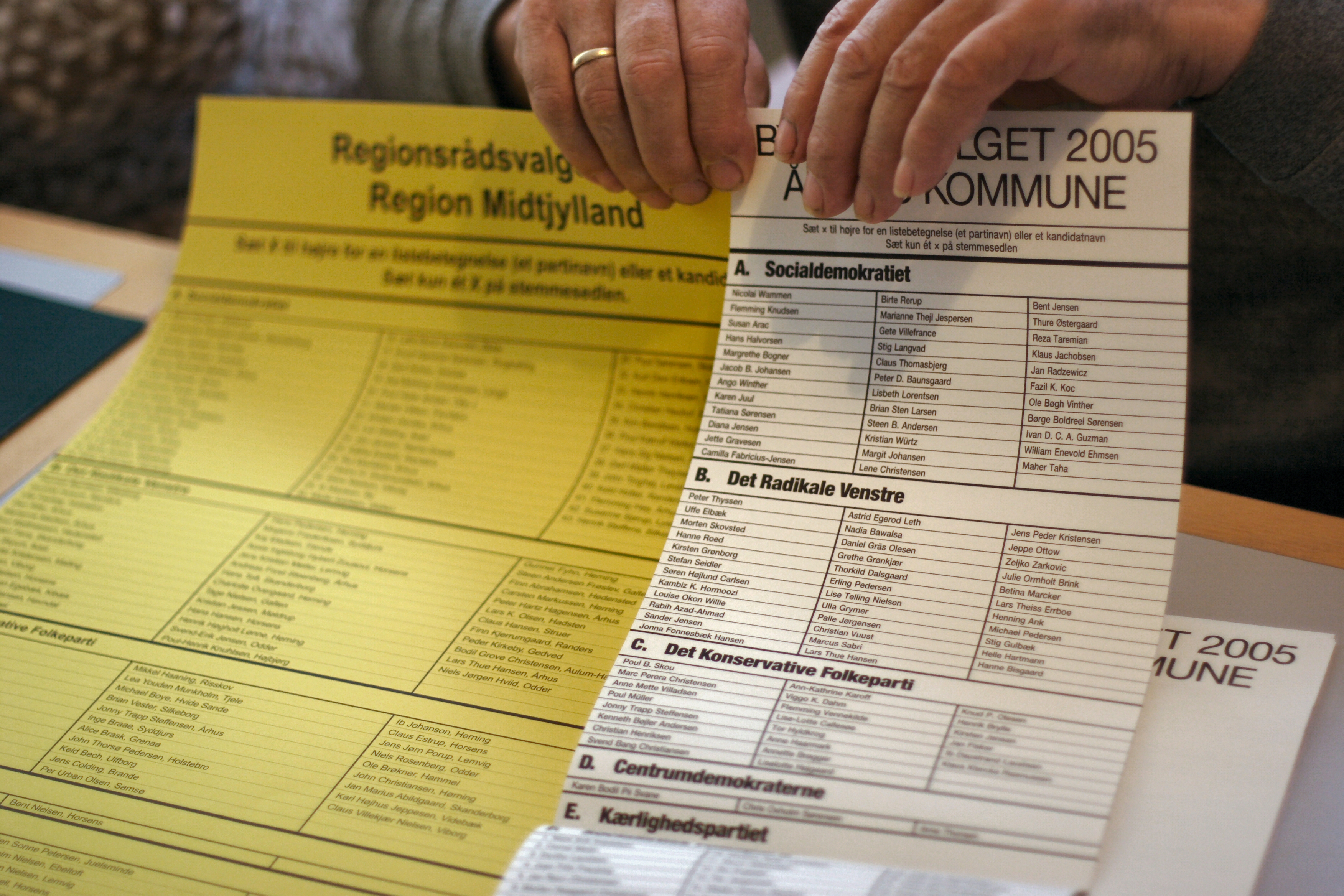
Denemarken maakt gebruik van open lijsten inclusief partijstem in 10 meervoudige kiesdistricten voor het selecteren van 175 zetels.
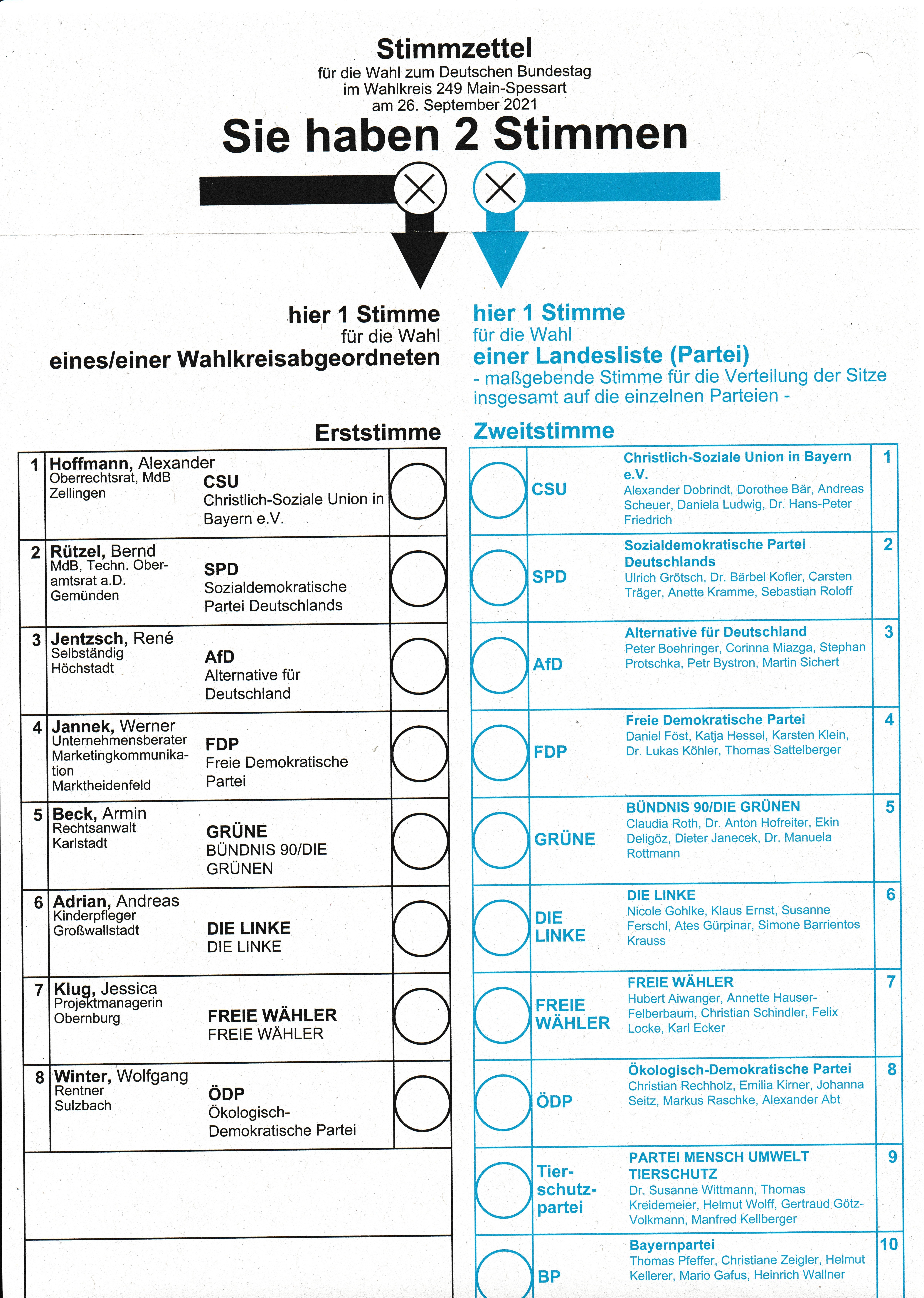
Duitsland verkiest via de linkerkant 299 kandidaten uit enkelvoudige kiesdistricten terwijl de rechterkant de nationale partijverhoudingen voor de overige 299 zetels bepaalt in de Bondsdag.
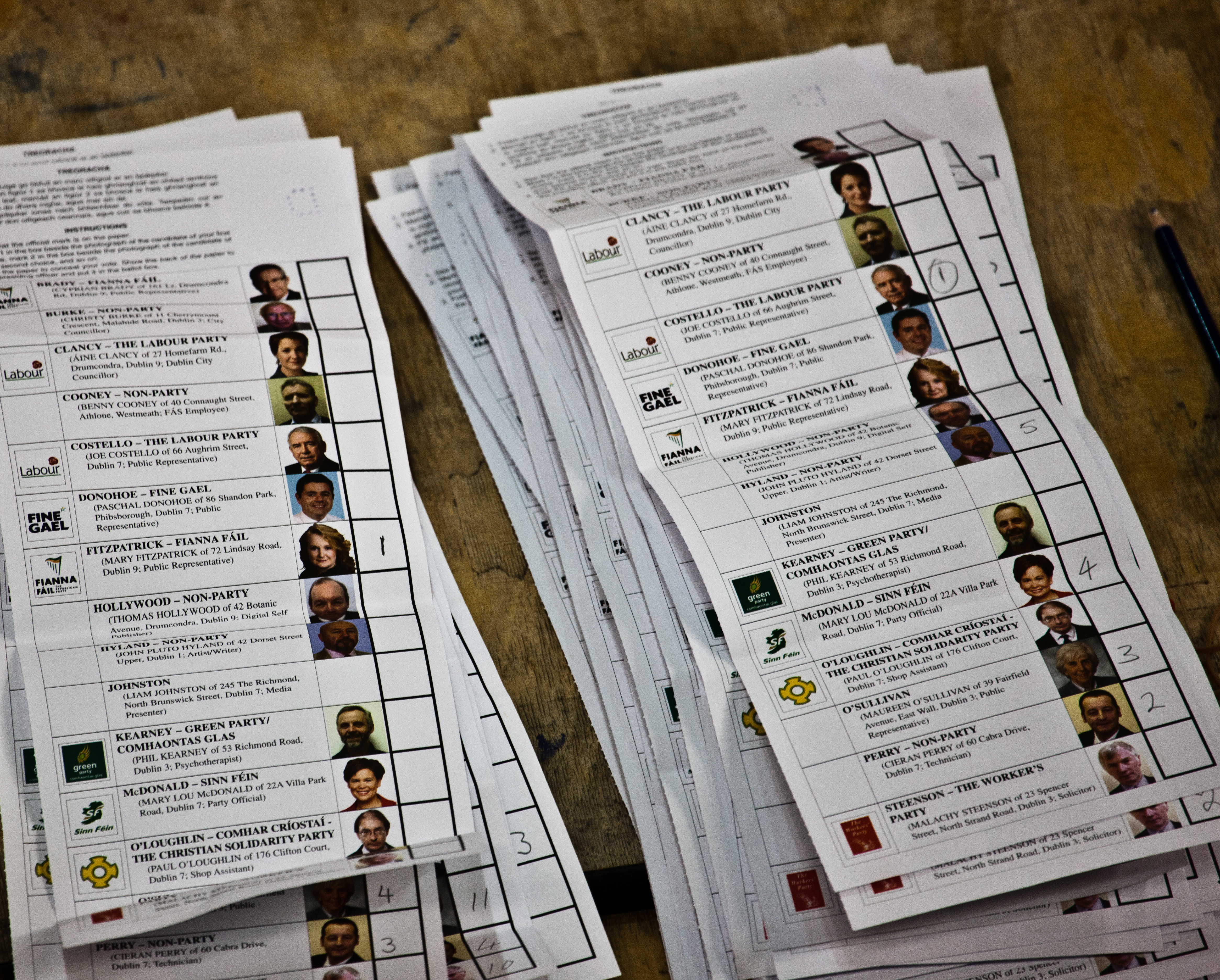
Ierland kent de enkelvoudige overdraagbare stem waarbij de kiezer met getallen aan kan geven naar wie zijn stem moet gaan wanneer een kandidaat niet gekozen wordt.
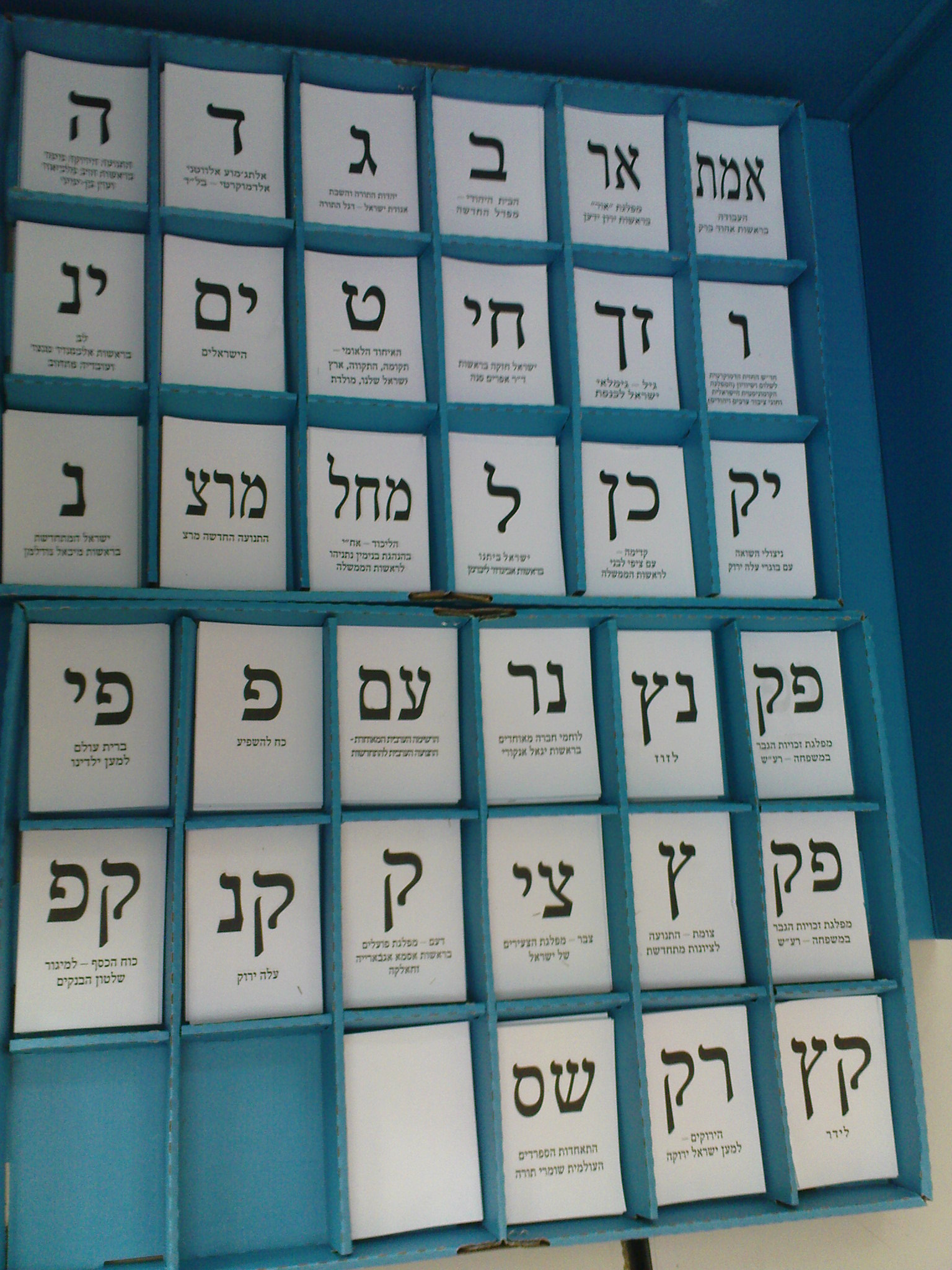
Israël kent net als Nederland een kiesstelsel met één nationaal kiesdistrict, maar gebruikt gesloten partijlijsten.
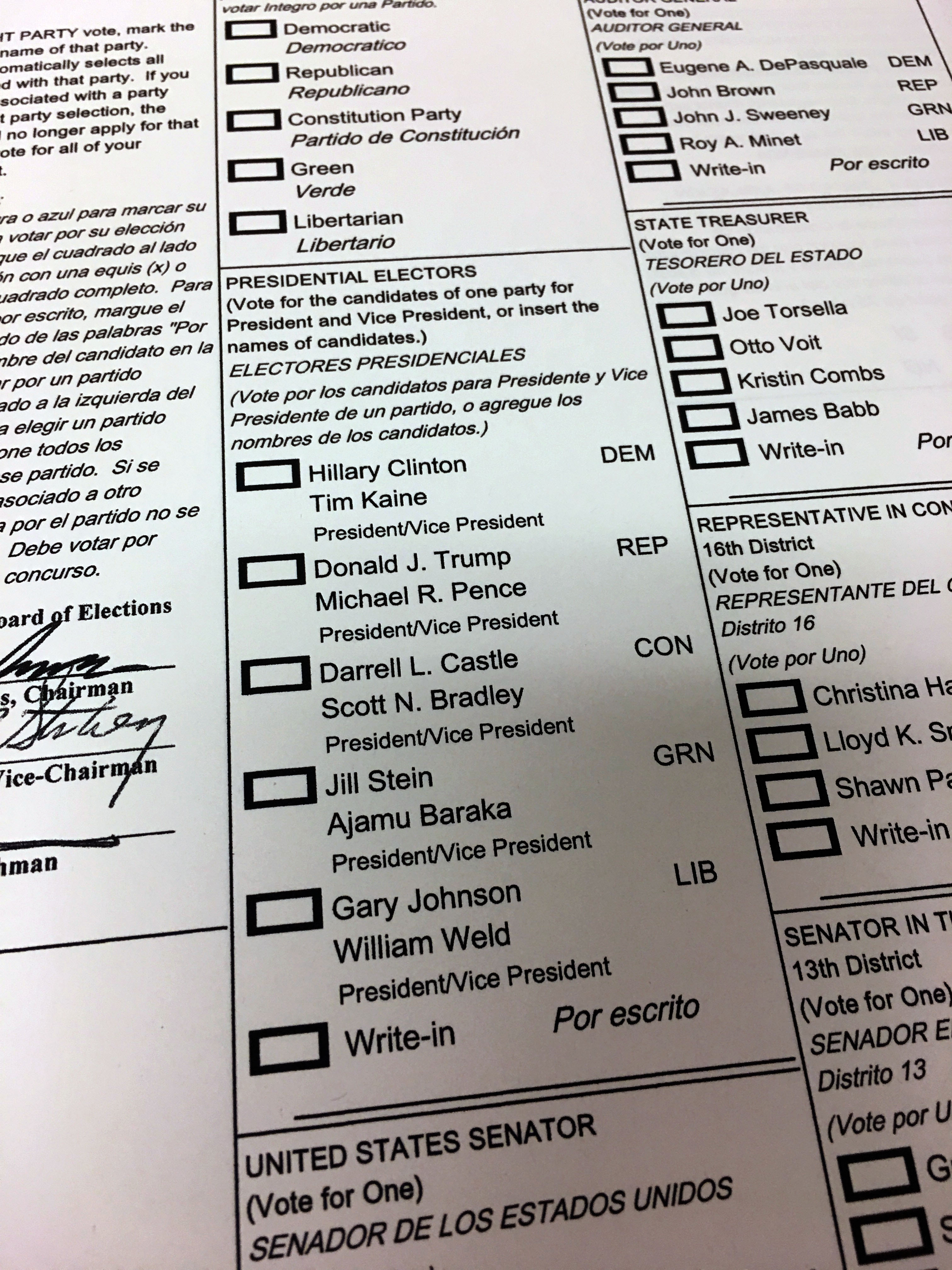
Presidentsverkiezingen in Amerika worden vaak gecombineerd met andere verkiezingen wat resulteert in één stembiljet voor meerdere verkiezingen.
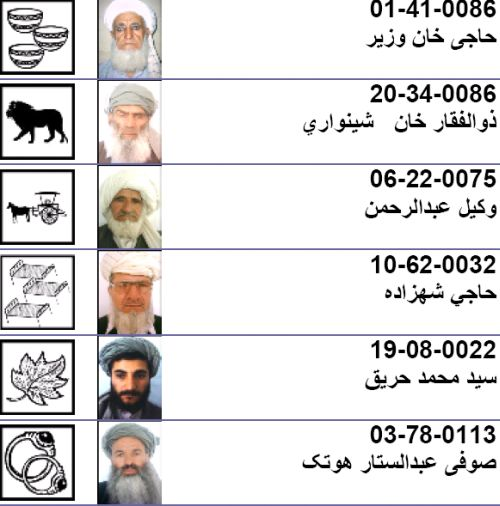
In sommige landen zoals Afghanistan, waar analfabetisme heerst onder de bevolking wordt meestal ook een foto van de kandidaten op het stembiljet afgedrukt.
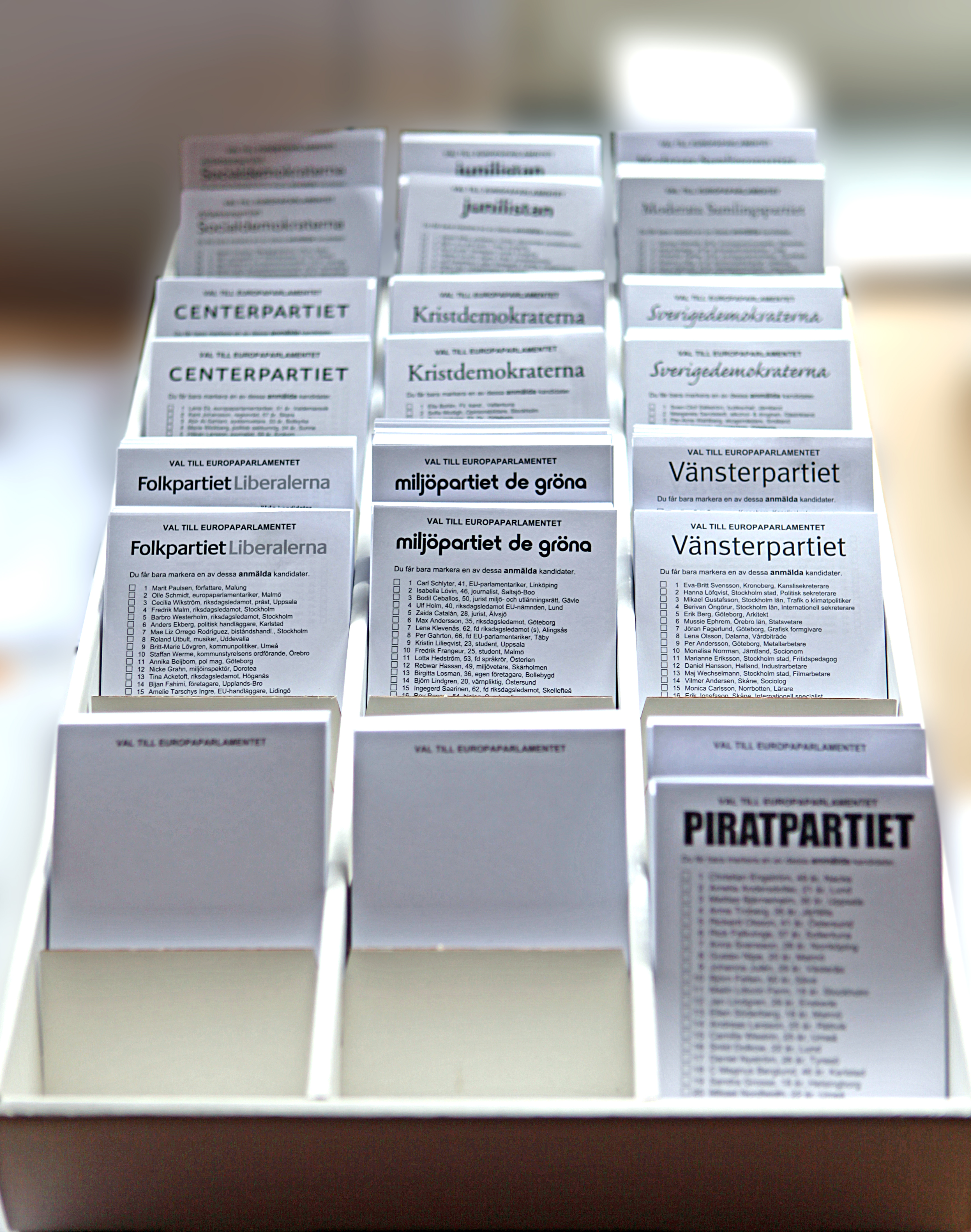
Bij verkiezingen in Zweden wordt er gebruik gemaakt van één open stembiljet per partij wat discussie geeft over het stemgeheim.
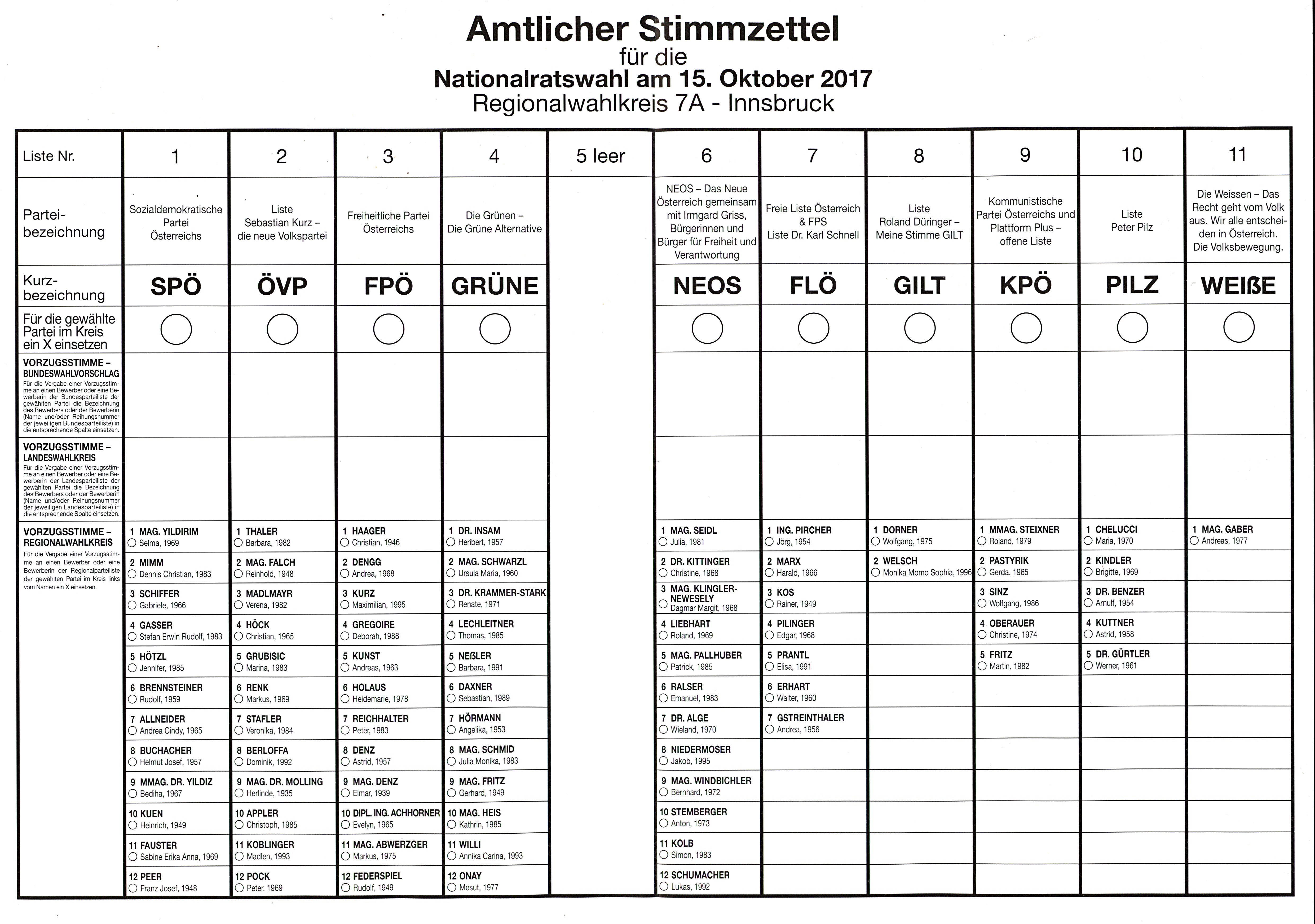
Het stembiljet van Oostenrijk kent vier opties om een stem uit te brengen: op een partij, een landelijke, regionale en/of lokale kandidaat.

## Stemproces
Bij politieke verkiezingen is er meestal sprake van stemgeheim en om die reden worden alle namen van verkiezingskandidaten en/of partijen voorgedrukt. Dit resulteert dan in een groter stembiljet. Over het algemeen duidt de kiezer, door met een potlood het stemvak te kleuren, een voorkeur voor een bepaalde kandidaat of partij aan. Er zijn echter ook andere manieren om een stem met een stembiljet te registreren, bijvoorbeeld het ponskaartsysteem. Het gebruik van (grote) stembiljetten is erg gangbaar tijdens politieke verkiezingen, indien er tenminste niet elektronisch wordt gestemd. De kiezer deponeert na het stemmen dan vervolgens het stembiljet in een stembus. 
Indien men op de dag van de verkiezing afwezig is, kan dikwijls het stembiljet vóór de verkiezingen per post worden toegezonden, waarna de kiezer het ingevulde formulier naar de desbetreffende overheid terugstuurt. Een andere mogelijkheid is om dan iemand een volmacht te geven. Diegene vult dan op vertoon van een volmachtbewijs en een kopie van het legitimatiebewijs van de gevolmachtigde twee stembiljetten in, één voor zichzelf en één voor de gevolmachtigde.

## Controleerbaarheid
Een veel gehoord argument voor gebruik van stembiljetten is dat de telling ervan door iedereen is te controleren. Als de biljetten handmatig geteld worden kunnen zowel de kiezer als de kandidaat, volledig onafhankelijk van derden, controleren of het telproces eerlijk verloopt. Dit kan door de telling eenvoudigweg bij te wonen en te kijken hoe biljet voor biljet wordt bekeken en of er bij de juiste partij precies een wordt opgeteld. Hiervoor is anders dan kunnen optellen, geen extra technische kennis vereist. Dit in tegenstelling tot een telmachine of stemcomputer waarbij de telling door software wordt uitgevoerd en waarbij inzicht in de op dat moment draaiende programmatuur nodig is om te controleren of het tellen correct en eerlijk verloopt.
Doordat iedere stem op een apart stembiljet is uitgebracht is er altijd de mogelijkheid om een hertelling uit te voeren. Dit kan gewenst zijn bijvoorbeeld bij twijfel over de correctheid van de uitslag. Een handmatig uitgevoerde hertelling en daaruit volgende uitslag kan dan zowel door kiezers, waarnemers als kandidaten opnieuw gecontroleerd worden. Het wordt vastgesteld op een proces-verbaal. Het is ondertekend door alle stembureauleden die tot laatste uur hebben gewerkt.

## Belang van ontwerp

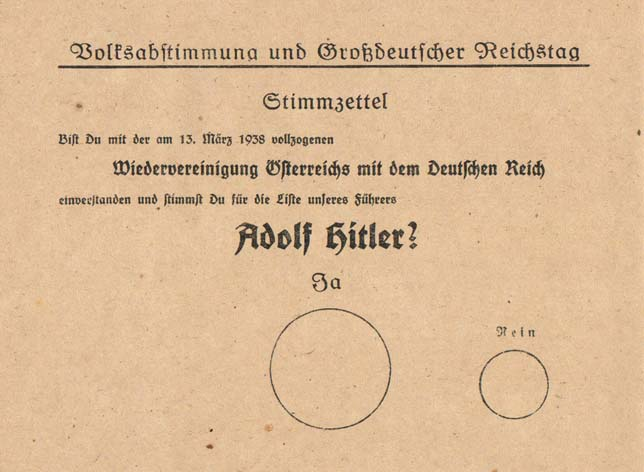
Het stembiljet dat in 1938 werd gebruikt bij het referendum over de Anschluss van Nazi-Duitsland en Oostenrijk was allesbehalve neutraal.

Een stembiljet speelt een cruciale rol in het verkiezingsproces. Niet-neutrale, onduidelijke, verwarrende of slecht ontworpen stembiljetten kunnen de uitslag van verkiezingen aanzienlijk beïnvloeden. 
Een berucht voorbeeld hiervan vond plaats tijdens de Amerikaanse presidentsverkiezingen van 2000 in de staat Florida. Een verwarrend en slecht ontworpen stembiljet, het zogeheten "butterfly ballot," droeg bij aan het chaotische verloop van de verkiezingen, wat uiteindelijk leidde tot juridische strijd en hertellingen. 
Een ander voorbeeld waarbij de vormgeving van het stembiljet een verkiezing beïnvloedde, vond plaats tijdens de Australische parlementsverkiezingen van 2013. Het stembiljet voor de Senaat in West-Australië was complex vanwege het grote aantal kandidaten en partijen. Hierdoor raakten kiezers in de war, wat leidde tot een hoog percentage ongeldige stemmen. Daarnaast werden bij een hertelling 1.375 stembiljetten verloren, wat leidde tot het ongeldig verklaren van de verkiezing en een herverkiezing in 2014.
Deze incidenten illustreren hoe slecht ontworpen stembiljetten en administratieve problemen het verkiezingsproces kunnen verstoren, wat uiteindelijk resulteert in extra kosten en onzekerheid bij kiezers.